# Plocama brevifolia
Plocama brevifolia là một loài thực vật có hoa trong họ Thiến thảo. Loài này được (Coss. & Durieu ex Pomel) M.Backlund & Thulin mô tả khoa học đầu tiên năm 2007.